# غودزيلا (لعبة فيديو 2014)
غودزيلا (باليابانية: ゴジラ) (بالإنجليزية: Godzilla)، هي لعبة فيديو يابانية، من تطوير ناتسومي ونشر شركة بانداي نامكو إنترتينمنت، صدرت اللعبة في الأسواق سنة 2014، وتعمل لمنصتي بلاي ستيشن 3 وبلاي ستيشن 4.